# Villa Kahn (Stuttgart)

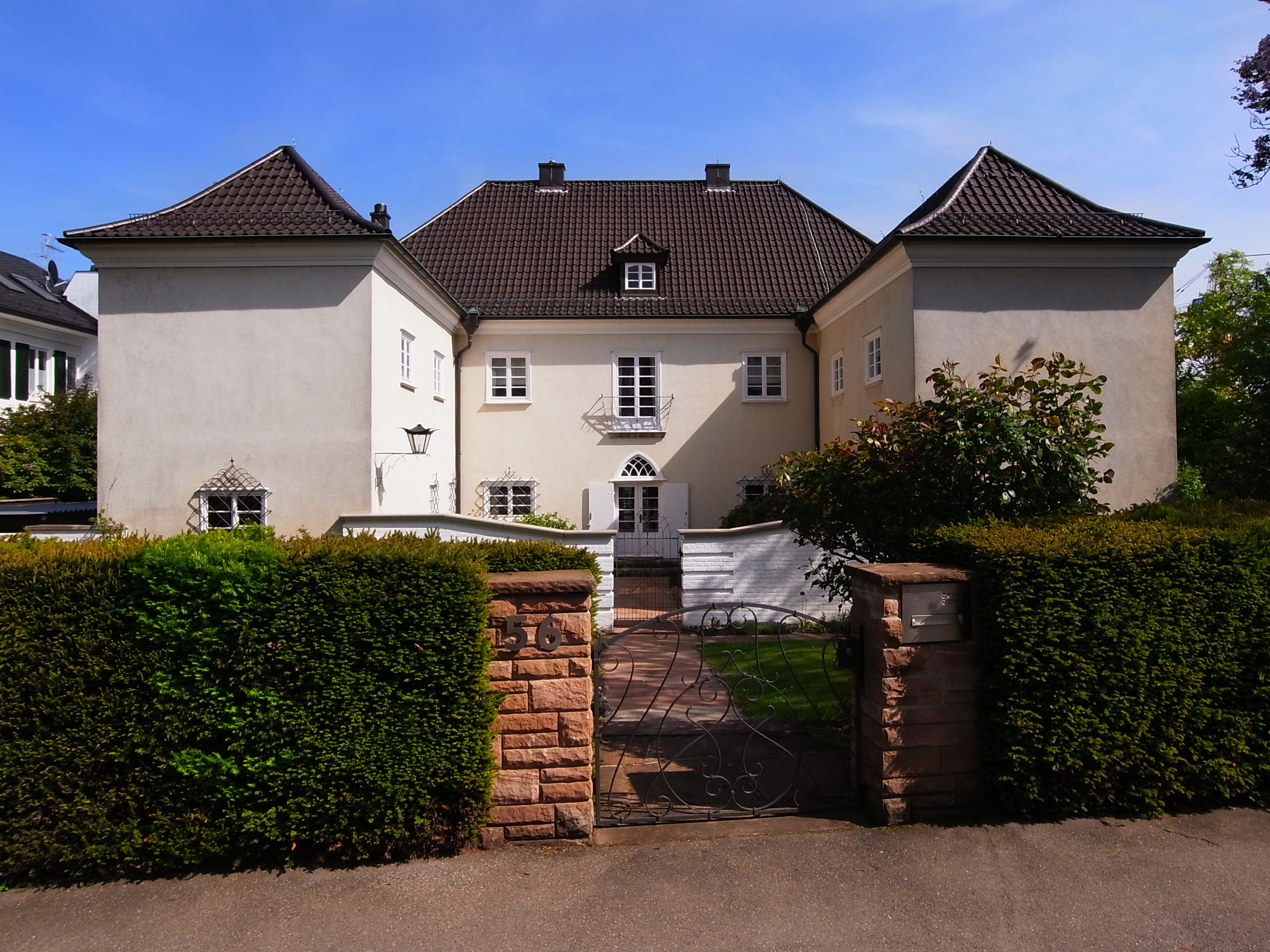
Die Villa Kahn in der Feuerbacher Heide

Die Villa Kahn ist ein Wohnhaus in der Feuerbacher Heide 56, einer Straße im Stuttgarter Norden, gelegen am Killesberg.
Die unter Denkmalschutz stehende zweigeschossige Villa wurde 1922/1923 vom 1918 als Ordinarius (Professor) an die Technische Hochschule Stuttgart berufenen Architekten Paul Schmitthenner, der als ein bedeutender Vertreter der Stuttgarter Schule gilt, für den jüdischen Bankier Richard Kahn erbaut. Zwar verkaufte die Familie Kahn das Haus bereits 1934 wieder, doch trägt es bis heute den Namen in deren Gedenken.
Das Gebäude umgibt mit seinen rechtwinklig zueinander angeordneten drei Flügeln einen an den barocken Schlossbau erinnernden kleinen Ehrenhof, der zur Straßenseite hin durch eine halbhohe Mauer mit Tor abgeschlossen ist. Ein axial angelegter Weg führt zum mittig angeordneten Hauseingang. Die heute bestehende (zusätzliche) Einfriedung des Grundstücks durch eine halbhohe Hecke mit einem zweiten Tor bewirkt eine betonte Abgrenzung des Hauses gegenüber dem öffentlichen Straßenraum. Alle drei Gebäudeflügel tragen ein hohes, für Schmitthenners Werk typisches Walmdach, das durch ein kräftiges Gesims von dem hell verputzten Mauerwerk abgesetzt ist. Durch die geringere Tiefe der Seitenflügel ergibt sich eine geringere Firsthöhe dieser Dachabschnitte.
Auf der Gartenseite, deren Fassade an beiden Gebäudekanten durch eine kräftige, abgerundete Eckquaderung eingefasst ist, führen von einer breiten Terrasse auf Höhe des Erdgeschosses zwei symmetrisch angeordnete Treppen zu einer tiefer gelegenen Wiesenterrasse hinab.
Seitlich sind dem Haus ummauerte Höfe vorgelagert, an der Nordostseite ein „Chauffeurshof“ und ein „Frühstückshof“, an der Südwestseite ein „Küchenhof“.
Der Baukörper wirkt insgesamt schlicht und ruhig. Außer historisierenden Formen sind auch einige expressionistisch beeinflusste Details erkennbar. Dazu gehören feingliedrige Schmiedeeisenarbeiten als Gitter an den Fenstern, Brüstungen und Geländern, am Gartentor und als Außenleuchten. Die Spitzbögen in der Eingangshalle und die an Netzgewölbe erinnernden Stuckdecken, die ursprünglich neben dem Gartensaal auch das Kabinett im Nordflügel zierten, belegen augenfällig die Wiederaufnahme gotischer Formen im Expressionismus.
Seinem Nutzwert und den hohen an das Haus gesetzten Qualitätsmaßstäben verdankt das Gebäude seinen über die Jahrzehnte weitgehend unveränderten Substanzerhalt.
Während der NS-Zeit wechselte das Anwesen mehrfach den Besitzer. Nach Kriegsende 1945 diente es als Wohnsitz des US-amerikanischen Standortkommandanten. In den 1950er-Jahren ging es wieder in Privatbesitz über. Da weiterhin mehrfache Eigentümerwechsel erfolgten, wurde das Gebäude den jeweiligen Anforderungen der Besitzer angepasst. Ab Ende 2006 erfolgte eine umfangreiche Sanierung der Villa durch den Stuttgarter Architekten Sandro Graf von Einsiedel.
Für die Sanierung wurde der Bauherr Wilhelm Rall 2008 mit dem Denkmalschutzpreis des Landes Baden-Württemberg ausgezeichnet.
1925/1926 baute Schmitthenner in derselben Straße die ebenfalls unter Denkmalschutz stehende Villa Zerweck, Feuerbacher Heide 67.